# Jang Myong-il
Jang Myong-il est un footballeur international nord-coréen, évoluant au poste de défenseur au sein du club d'Amrokgang SG. Il participe notamment à la victoire de la Corée du Nord lors de l'AFC Challenge Cup 2012.

## Biographie
Le 29 février 2012, il honore sa première sélection à l'occasion des éliminatoires pour la Coupe du monde 2014, lors du match du troisième tour au Tadjikistan. Quelques jours plus tard, il fait partie du groupe de 21 joueurs convoqués par Yun Jong-su pour défendre le titre remporté lors de l'AFC Challenge Cup 2010. Il commence la compétition le 9 mars 2012, à l'occasion du premier tour, contre l'équipe des Philippines. Il dispute également la rencontre contre le Tadjikistan et contre l'Inde, toujours lors de la phase de poules. En demi-finale face à la Palestine, il est titulaire mais quitte le terrain dès la 16e minute, remplacé par Jang Kuk-chol. 

## Palmarès
- Vainqueur de l'AFC Challenge Cup 2012 avec la Corée du Nord